# Oreopanax hypargyreus
Oreopanax hypargyreus là một loài thực vật có hoa trong Họ Cuồng cuồng. Loài này được Decne. & Planch. ex Harms mô tả khoa học đầu tiên năm 1942.